# Aurora Castillo
Aurora Castillo (1914-1998) fue una activista ambiental estadounidense de ascendencia mexicana. Fue cofundadora de la organización Mothers of East Los Angeles (MELA) en 1984, encargada de velar por la protección medioambiental en el estado de California. Castillo fue galardonada con el Premio Medioambiental Goldman en 1995.

## Carrera
La carrera de Aurora Castillo como activista comenzó en 1984 cuando un sacerdote de una iglesia del Este de Los Ángeles le pidió a sus feligresas que protestaran contra la construcción de una prisión estatal en el vecindario. Con este propósito inicial en mente, Castillo se unió con sus vecinas para formar la organización Mothers of East Los Angeles (MELA). Realizaron marchas pacíficas todos los lunes y se unieron a otros grupos, formando la Coalición contra la Prisión en el Este de Los Ángeles.
El MELA continuó creciendo en tamaño y experiencia. En 1987 comenzó una exitosa lucha contra el Proyecto Lancer (incinerador de residuos municipales). En 1988 la organización luchó contra otro incinerador de residuos tóxicos, y un año después se unió con estudiantes de secundaria de Huntington para detener el tratamiento de una planta química. Actualmente, el grupo participa en el programa de conservación del agua, dirige un programa de concientización sobre el veneno del plomo y patrocina programas de educación superior.
Castillo, conocida popularmente como "la doña", falleció en 1998, tres años después de recibir el prestigioso Premio Medioambiental Goldman.